# Jaciska
Jaciska est une localité polonaise de la gmina de Panki, située dans le powiat de Kłobuck en voïvodie de Silésie.